# Полуцелое число
Полуцелое число — число из ряда 
{\displaystyle \dots ,-1{\tfrac {1}{2}},-{\tfrac {1}{2}},{\tfrac {1}{2}},1{\tfrac {1}{2}},2{\tfrac {1}{2}},\dots }
То есть число вида {\displaystyle n+1/2}, где {\displaystyle n} — целое.
Иначе говоря, это рациональное число с дробной частью {\displaystyle 1/2}.
Множество полуцелых чисел обычно обозначается {\displaystyle \mathbb {Z} +{\tfrac {1}{2}}}, здесь {\displaystyle \mathbb {Z} }  обозначает кольцо целых чисел.
Полуцелые числа применяются в квантовой физике (в частности, значения спина фермионов — полуцелые числа).

## Свойства
- Среднее арифметическое двух целых чисел разной чётности всегда является полуцелым числом, а двух чисел одинаковой чётности — целым.
- Объединение множеств целых и полуцелых чисел образует аддитивную группу {\displaystyle {\tfrac {1}{2}}\mathbb {Z} }, эта группа не является кольцом (так как произведение двух полуцелых в общем случае не даёт целое или полуцелое число).
- Полуцелые являются подклассом двоично-рациональных чисел, то есть рациональных чисел, представимых в виде частного произвольного целого и двойки в целой степени.
- Гамма-функция целого и полуцелого аргумента может быть выражена через элементарные функции, для других классов чисел подобных представлений пока не найдено.